# پری نقی‌پور

تیم ملی بسکتبال زنان ایران در مسابقات قهرمانی آسیا در کره‌جنوبی ۱۹۷۴. نشسته از راست: آیلین ملیکیان، سهیلا روحانی، ژنیک شهبازیان، پری نقی‌پور، استلا مددیان، مهین کوره‌چیان، زیبا افلاطون و مارو آوانسیان. ایستاده از راست: مهوش طباطبایی، اِولین آواکیان، هوسیک غوکاسیان، شیرالیو (مربی رومانیایی)، وزیر ورزش کره جنوبی، محمود عدل، حسن ذوالفقاری، پروانه بدراصفهانی و فرزانه نوربخش.

پری نقی‌پور (زادهٔ ۱۳۲۸ – درگذشتهٔ ۱۷ فروردین ۱۴۰۰) بازیکن اصالتاً اهوازی تیم ملی بسکتبال زنان ایران در دهه ۱۳۵۰ بوده‌است. وی به عنوان عضو تیم ملی بسکتبال در جام ملت‌های زنان آسیا و بازی‌های آسیایی ۱۹۷۴ تهران حضور داشته‌است. وی در سال ۱۳۴۹ به همراه تیم انجمن نائب‌قهرمان تهران شد  و در سال ۱۳۵۲ به همراه باشگاه بسکتبال آزمایش تهران قهرمان بسکتبال باشگاه‌های تهران شد.
بعد از طی یک دورهٔ بیماری در لس‌آنجلس ایالات متحده درگذشت.

## افتخارات
- قهرمان مسابقات بسکتبال باشگاه‌های تهران: ۱۳۵۲ (به همراه باشگاه آزمایش)[۳]